# Бонифаций (генерал)
Вижте пояснителната страница за други личности с името Бонифаций.
Бонифаций (на латински: Bonifatius, Bonifacius; † 432) е западноримски военачалник и патриций през 5 век.
През 413 г. той се проявява в защитата на Марсилия от вестготския крал Атаулф. По-късно е Comes Africae на Африка и се познава лично с Августин.
През 429 г. отказва заповедта на началника си да се върне в Италия. Води битки с краля на вандалите Гейзерик без успех и се връща в Равена, Италия. Има отново благоприятно отношение с Гала Плацидия и трябва да се бори против Флавий Аеций. В битката при Ариминум (Римини) има успех, но е ранен и умира малко след това.
Женен е за Пелагия, която е арианка. След смъртта му тя се омъжва за генерал Аеций и става майка на Гауденций, годеник 454 г. на Плацидия.